# Ken (pop)
Ken is een modepop die gemaakt wordt door de Amerikaanse speelgoedfabrikant Mattel. Het is de mannelijke tegenhanger van Barbie. 

## Geschiedenis
De eerste Ken is in 1961 op de markt gebracht, twee jaar na het verschijnen van de eerste Barbie. In de eerste versie had Ken alleen een rode zwembroek aan, met een handdoek en rode sandalen als accessoires. Zijn blonde haar was los aangebracht. Later werd dit vervangen door gekleurd plastic, omdat het originele haar uitviel na contact met water.
In de loop der tijd is Ken in meerdere varianten uitgebracht, met diverse huidtinten en huidskleuren. Ook verscheen de pop in verschillende thema's, zoals piloot, zakenman en sportman.
In 2004 meldde de fabrikant dat Ken en Barbie 'uit elkaar' waren gegaan, waarna Ken niet meer werd uitgebracht. In 2006 verscheen echter een vernieuwde versie van de pop. Mattel hoopte hiermee de dalende verkoopcijfers van Barbie te keren.

## Herkomst van de naam
Ruth Handler, een van de oprichters van Mattel, had twee jaar nadat ze Barbie had vernoemd naar haar dochter Barbara ervoor gekozen om de mannelijke tegenhanger van Barbie te vernoemen naar haar zoon Kenneth.